# Ontología de la química
La ontología química es la parte de la metafísica que estudia la naturaleza y la existencia de los entes químicos y su relación con los entes filosóficos. El término ‘’clase natural’’ se utiliza a menudo para solucionar un desacuerdo en debates de filosofía de la ciencia y metafísica, haciendo de este lo único que puede figurar en leyes naturales, de tal manera que se han identificado a las clases naturales con clases químicas llevándonos a la siguiente afirmación que presupone el carácter ontológico de la química; ‘’las clases químicas son clases naturales’’.
Se parte del supuesto ontológico de que las clases son ‘’reales’’, sin embargo, son particulares y dependen de los modelos y estrategias de los individuos que deciden trabajar con ellas. Una ontología «es una representación de las clases de entidades que existen y de las relaciones entre ellas» 
En términos generales, en química, una clase puede ser una sustancia, un conjunto de propiedades molares, un aspecto microestructural, etc., sin embargo, la agrupación es ontológicamente real, sea o no una clase natural.

## Clases químicas
Partiendo de la definición de química que afirma que se trata de la ciencia que estudia la estructura y reactividad de las sustancias, las clases químicas se pueden individuar respecto a su estructura y reactividad. 
La reactividad se refiere a las transformaciones de las sustancias, ya sea por el cambio de sus propiedades respecto al tiempo o al estar en contacto con otras. La estructura de una sustancia se estudia a partir de tres niveles; estructura molar, molecular y atómica. La estructura molar se refiere al ámbito de lo macroscópico, es decir, a como individuamos a las sustancias a partir de sus propiedades que se observan a gran escala, mientras que la estructura molecular se refiere al estudio del enlace químico y la configuración en la cual los átomos están en las moléculas, por último, la estructura química comprende la clase de átomos de los que se compone una sustancia.
Recurriendo al criterio de individuación de las clases químicas y a la descripción de Pauling llegamos al siguiente criterio de individuación; ‘’Las clases químicas han de individuarse con respecto a la estructura y reactividad a nivel molar, molecular y atómico´´. Por ejemplo, cuando queremos aplicar estos criterios de individuación al agua es necesario partir de su estructura en los tres niveles y conocer su reactividad. 
Una clase química queda definida como un conjunto resultante de una agrupación de sustancias que comparten ciertos criterios de estructura (en los tres niveles de estudio) y reactividad.

## Clases naturales
Se puede considerar que el concepto de «clase natural» es intuitivo, ya que en primera instancia sería difícil rechazar la idea de que «las cosas que se parecen entre sí son de una misma clase».
Para fines prácticos es indispensable definir lo siguiente ¿Qué hace de algo una clase? y ¿Qué hace de algo una clase natural? La respuesta a la primera pregunta queda resumida como una agrupación de objetos con alguna propiedad o propiedades destacadas. En cambio, la respuesta para la segunda pregunta es más compleja y la literatura filosófica ofrece dos distinciones: (a) un grupo natural frente a un grupo arbitrario de objetos, que hace referencia a una característica importante dentro de los miembros del grupo natural cuya característica está dada bajo alguna teoría creada lo cual engloba el hecho de que cualquier objeto puede pertenecer a algún grupo siempre y cuando se relacione de alguna manera entre sí  y (b) grupos naturales frente a un grupo artificial de objetos, en esta distinción la palabra natural hace referencia a algo que existe en la naturaleza por ende, la distinción (a) puede formar parte de (b) siempre y cuando el grupo forme parte de la naturaleza y comparta una propiedad teórica prominente entre sus miembros, sin embargo, lo contrario no es correcto, el hecho de que el grupo comparta una propiedad teórica importante no quiere decir que se trate de una clase natural. 
Citando a Guttemplan ‘’Para entender el concepto de clase natural hay que centrarse entre la diferencia entre clases representadas por el conjunto de máquinas de escribir y clases representadas por el conjunto de tigres’’. Los ejemplos de la cita anterior muestran claramente los dos tipos de distinciones que se hacen en el concepto de clase natural, las máquinas de escribir cumplen con características teóricas importantes que describen su funcionamiento, pero no son parte de la naturaleza, los tigres en cambio existen en la naturaleza y cumplen con características prominentes entre sí.
Lo anterior viene dado por la  La Teoría del Cúmulo de Propiedades Homeostáticas (HPC) propuesta por Richard Boyd, dicha teoría resultó exitosa porque remplazó la noción tradicional de esencia por la de mecanismos homeostáticos. También sugirió que el reconocimiento de las clases naturales, en el contexto de las matrices disciplinarias o disciplinas científicas, contribuye al éxito inferencial de las prácticas científicas.  

### Realismo
Dentro del concepto de clase natural existe una controversia poco analizada acerca del sentido de la palabra ‘’natural’’ ya que ésta va de la mano con una creencia de realismo y en contra de una forma de convencionalismo. Guttemplan cita ‘’Lo que es decisivo de la noción de clase natural es que las propiedades compartidas tienen independencia de cualquier modo humano concreto de concebir a los miembros de una clase’’. Es decir que si una agrupación de objetos es natural entonces es casi necesario suponer que hay propiedades que existen entre los miembros del grupo, aunque no sepamos cuales son.  
Este concepto de realismo está a favor de la existencia de grupos con propiedades independientes de las circunstancias como contingencias del tipo histórica, social, teórica o individual, por lo tanto, se trata de un concepto universalista.

### Esencialismo
Desde los tiempos de Aristóteles se hablaba de que las cosas poseen esencia con el supuesto de que hay especies con la posibilidad natural de sufrir ciertos tipos de cambios por ciertos tipos de causa, dichos cambios constituyen sus condiciones de persistencia.  
En los años setenta y ochenta con Putman y Kripke el concepto de esencia se comenzó a vincular con las propiedades microscópicas dadas por la ciencia.  
‘’El esencialismo es una opinión filosófica convencional sobre las clases naturales. Sostiene que cada clase natural se puede definir en relación con propiedades que son poseídas por todos los miembros de la clase y solo por ellos’’.Esto quiere decir que una clase natural posee una característica tanto necesaria como suficiente para formar parte de dicha clase. Por ejemplo, las propiedades que justifiquen la agrupación de automóviles o juegos y el hecho de que no se puedan presentar grupos de automóviles o juegos que carezcan de dicha propiedad.

## Principio de coordinación
El externalismo semántico propone una relación directa entre las clases científicas y las clases naturales través del lenguaje corriente, sin embargo, esto oculta las dificultades al tratar de coordinar las clases científicas con clases naturales en el lenguaje, un ejemplo sobre esto es la siguiente pregunta; ¿El agua en realidad H2O?
La tesis con la que cuentan los externalistas semánticos es el llamado ‘’Principio de coordinación’’  que afirma que las clases científicas y las clases naturales se correlacionan y alinean entre sí mediante el uso del lenguaje natural. Invocando el principio de coordinación se concluye que el agua efectivamente es H2O. 
Sin embargo, un análisis ontológico más profundo muestra que para los químicos el agua no es únicamente el conjunto de las moléculas conocidas como H2O, en otras palabras, en química hay diferentes clases químicas que podrían coordinarse fácilmente con la palabra usada en el lenguaje común como ‘’agua´´, es decir, existen diferentes clases químicas para una clase natural.

### Validez del principio de coordinación
Siguiendo esta misma línea de razonamiento, se sabe que el hidrógeno y el oxígeno se pueden encontrar en la naturaleza en una diversidad de isótopos, (átomos con el mismo número de protones y electrones, pero diferente número de neutrones), por ejemplo, para el hidrógeno podemos encontrar deuterio (D) y tritio (T), esto presupone un problema para el principio de coordinación que requiere que la química genere una sola clase que pueda asociarse con la clase de lenguaje común, esto se debe a que en el agua no sólo pueden encontrarse moléculas de H2O sino también moléculas como D2O, HDO, T2O, etc.
La discusión del isomerismo del agua es solo una de muchas fuentes de complejidad química que suponen problemas para el principio de coordinación, surgen, por ejemplo, otro tipo de complicaciones cuando se consideran las propiedades macroscópicas del agua.  
Para nuestro ejemplo en particular el principio de coordinación queda corto, sin embargo, citando a Michael Weisberg, ‘’Aunque el principio de coordinación sea aceptable sin revisión, deberíamos elegir una clase que tenga en cuenta las distribuciones isotópicas normales’’.
Hasta este punto se llegan a dos resultados importantes, el primero es que el sistema de clases en química es complejo, por lo tanto, no puede limitarse a darnos una sola clase que defina conceptos que se usan en el lenguaje corriente, el segundo es que los químicos usan términos de clase dependiendo del contexto en el que se encuentre.

## Correlación entre clase natural y clase química
Lo que indica el primer resultado acerca de la validez del principio de coordinación es que no existe correlación entre las clases naturales y las clases químicas mediante el uso del lenguaje corriente, al menos no una correlación directa (uno a uno), sin embargo, el segundo resultado muestra cómo se puede ajustar el principio de coordinación dependiendo del contexto, es decir, en algunos casos bastará para un químico el uso del lenguaje común para referir a las clases naturales como clases químicas, sin embargo, si el contexto cambia y es más exigente en la búsqueda de precisión, entonces se emplea un conjunto más nutrido de términos de clases sensibles al contexto.
El principio de coordinación funciona adecuadamente cuando la variación entre una clase natural y una química es aceptable dependiendo de la exigencia del contexto, en cambio, donde la variación no es aceptable el principio de coordinación debe poseer un mecanismo que permita diferenciar entre una clase y otra.